# Björn Wohlert

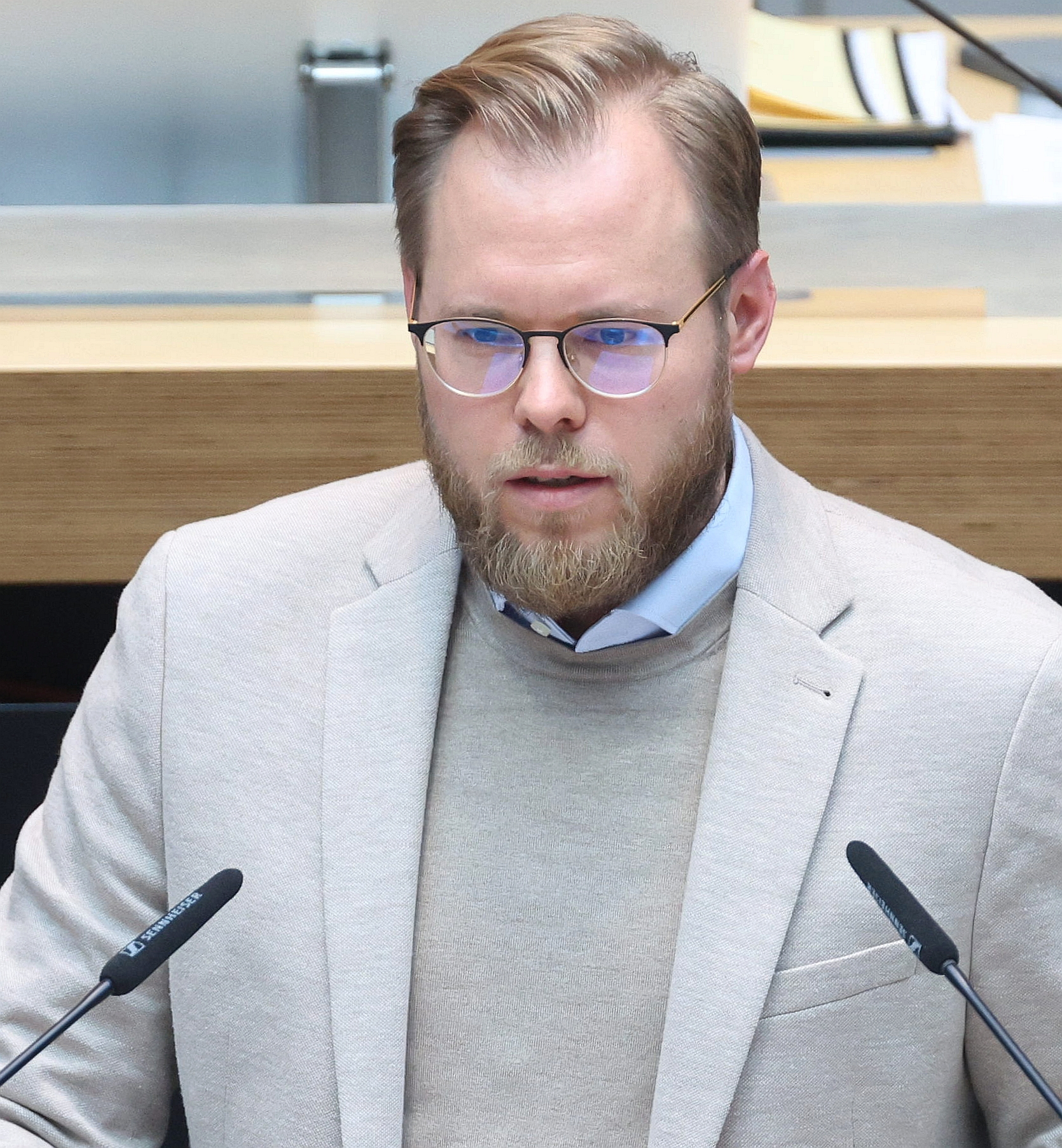
Björn Wohlert (2024)

Björn Wohlert (* 7. Januar 1988 in West-Berlin) ist ein deutscher Politiker (CDU) und seit 2021 Mitglied im Abgeordnetenhaus von Berlin.

## Leben
Björn Wohlert wuchs in Waidmannslust auf und lebt seit seiner frühen Kindheit in Wittenau. Dort ging er auf die Peckwisch-Grundschule und das Romain-Rolland-Gymnasium, auf dem er das Abitur absolvierte. Beruflich war er bis zur Wahl als Referent für Online-Kommunikation tätig. Darüber hinaus studiert er aktuell Politik- und Verwaltungswissenschaft.

## Partei und Politik

### Im Abgeordnetenhaus
Bei der Abgeordnetenhauswahl 2021 erhielt er ein Direktmandat im Wahlkreis Reinickendorf 4. Bei der Wiederholungswahl 2023 konnte er seinen Sitz im Abgeordnetenhaus verteidigen. Er ist sozial- und inklusionspolitischer Sprecher der CDU-Fraktion Berlin. Außerdem ist er Mitglied im Hauptausschuss und darf dort die Aufgabe des Berichterstatters für die Themen Integration, Arbeit und Soziales übernehmen.
Wohlert ist Mitglied der Parlamentsgruppe der überparteilichen Europa-Union (EUB), die sich für ein föderales Europa und den europäischen Einigungsprozess einsetzt.

#### Ausschüsse
- Ausschuss für Arbeit und Soziales
- Ausschuss für Bundes- und Europaangelegenheiten, Medien
- Hauptausschuss
- Unterausschuss Vermögensverwaltung[6]

### Ehrenamt
Junge Union:
- 2015 bis 2017 war er stellvertretender. Landesvorsitzender und Pressesprecher der Jungen Union Berlin
- 2012 bis 2015 war er Kreisvorsitzender der Jungen Union Reinickendorf

CDU:
- 2019 bis 2023 war er Mitglied des Landesvorstandes der CDU Berlin[7]
- 2015 bis 2025 war er Vorsitzender des CDU-Ortsverbands Wittenau[8]
- 2019 bis 2022 war er Schatzmeister des CDU-Kreisverbands Reinickendorf

Bei der Europawahl 2024 wurde er als Kandidat für den Listenplatz 3 der CDU Berlin nominiert.

### In der BVV
- 2016 bis 2021 war er Mitglied der Bezirksverordnetenversammlung des Bezirks Reinickendorf.
- Wohlert war stellvertretender Fraktionsvorsitzender in der BVV Reinickendorf und Sprecher für Integration und Sozialraumorientierung